# Mass Effect (franquicia)
Mass Effect es una franquicia de medios de ciencia ficción militar creada por Casey Hudson. La franquicia representa un futuro lejano donde la humanidad y varias civilizaciones alienígenas han colonizado la Vía Láctea utilizando tecnología dejada por las civilizaciones precursoras avanzadas.
La franquicia se originó en una serie de videojuegos desarrollados por BioWare y publicados por Electronic Arts. Cada entrega es un shooter en tercera persona con elementos de juego de rol. Los primeros tres juegos forman una trilogía en la que el personaje jugador, Comandante Shepard, intenta salvar la galaxia Vía Láctea de una raza de antiguas máquinas en hibernación conocidas como los segadores. El videojuego inaugural de la serie, Mass Effect (2007), sigue la investigación de Shepard sobre Saren Arterius, uno de los agentes de los segadores. Mass Effect 2 (2010) comienza dos años después y ve a las fuerzas de Shepard luchando contra los recolectores, una raza alienígena que secuestra colonias humanas para facilitar el regreso de los segadores. La última entrega de la trilogía original, Mass Effect 3 (2012), describe una guerra entre los segadores y el resto de la galaxia. Un cuarto juego, Mass Effect: Andromeda (2017), presentó una nueva ambientación y elenco de personajes, y un quinto está en desarrollo activo.
La trilogía original tuvo éxito comercial y aclamación universal. Los críticos elogiaron la narrativa, los personajes, la actuación de voz, la construcción del mundo y el énfasis en la elección del jugador. El final de Mass Effect 3 generó críticas generalizadas por ser una conclusión insatisfactoria de la trilogía, lo que llevó a Electronic Arts a lanzar una versión ampliada con escenas adicionales. "Mass Effect: Andrómeda" recibió críticas mixtas. Los elogios se dirigieron a las imágenes y el combate del juego, pero el juego generó críticas por problemas técnicos y su trama.
La serie ha generado atención y discusión sobre su representación de las relaciones entre personas del mismo sexo y las minorías sexuales. También originó la rueda de diálogo, una mecánica similar a los árboles de diálogo, que permite a los jugadores dirigir conversaciones dinámicamente seleccionando entre una serie de opciones preestablecidas; La función ha tenido un uso generalizado en otros videojuegos de rol. El éxito de la serie de videojuegos generó adaptaciones en otros medios, incluidas novelas, cómics y una película animada.

## Ambientación
La trilogía original Mass Effect tiene lugar en la Vía Láctea hacia finales del siglo XXII. En 2148, la humanidad descubrió un puesto de avanzada alienígena en Marte, y descubrió que Charon es en realidad un artefacto alienígena conocido como un "relevo masivo" que permite viajar más rápido que la luz  a otros relevos de masa ubicados a lo largo de la galaxia. Estos descubrimientos aumentaron drásticamente la tasa de mejora de la tecnología de la humanidad.
La humanidad entra en contacto con muchas otras especies alienígenas que viajan por el espacio, algunas mucho más avanzadas que los humanos. El primer encuentro de la humanidad resultó en la Guerra del Primer Contacto, pero el Consejo, un organismo gobernante de la galaxia, intervino para lograr la paz y dio la bienvenida a la humanidad. Las principales especies encontradas por la humanidad incluyen los asari (Asari (Mass Effect)), una especie de seres monogénero que se parecen mucho a las mujeres humanas; los salarianos, una especie anfibia con considerable destreza tecnológica e intelectual y un metabolismo extremadamente alto; y los turianos, una raza fuertemente militarista de humanoides aviares parecidos a aves rapaces que lucharon contra la humanidad en la Guerra del Primer Contacto.
El centro del poder de gobierno del Consejo es la Ciudadela, otro artefacto y una enorme estación espacial que, al igual que los relevadores masivos, fueron creados por una raza conocida como los proteanos, que se cree que es la raza progenitora de todas las especies pero que desapareció hace mucho tiempo. Durante las próximas décadas, la humanidad tiene acceso a nueva tecnología, lo que le permite colonizar nuevos planetas, y pasa a formar parte de las fuerzas de Seguridad de la Ciudadela (C-Sec), una posición muy apreciada que otras especies habían estado esperando durante mucho tiempo y tomar el resentimiento. Muchos otros conflictos entre especies permanecen activos en el momento del primer juego, resultados de guerras y conflictos pasados.
Los primeros tres juegos se centran en el personaje del Comandante Shepard (cuyo género y personalidad son determinados por el jugador), un soldado líder de las Fuerzas Especiales en la Alianza de Sistemas de la Tierra fuerza espacial, la Alianza de Sistemas Marina. Después de que una colonia terrestre descubre un nuevo artefacto proteano, es atacada por una nave desconocida y el Consejo nombra a Shepard como su primer ESPECTRO humano ('Special Tactics y Re' connaissance), un agente de élite con autoridad e impunidad asociada, para investigar el incidente.
Shepard entra en contacto con el artefacto y tiene una visión de guerra y muerte en toda la galaxia. Siguiendo su visión, Shepard descubre que la extraña nave es una de las miles de formas de vida artificiales llamadas Reapers, y descubre que cada cincuenta mil años, los Reapers recorren la Vía Láctea y eliminan todas las formas de vida superiores, dejando que las especies más jóvenes avancen y prosperar hasta el siguiente ciclo para evitar la guerra y el caos constantes, parte de lo que los proteanos habían dejado atrás junto con sus artefactos. La aparición de los Reapers en este ciclo está siendo manipulada por numerosas fuerzas, incluida una organización terrorista centrada en humanos conocida como Cerberus liderada por el Illusive Man que creen que pueden controlar a los Reapers y utilizarlos para el beneficio de la humanidad. Shepard y sus aliados descubren que la Ciudadela es clave para terminar el ciclo de los Reapers y determinar el destino de la galaxia.
El cuarto juego tiene lugar en el Cúmulo Heleus de la Galaxia Andrómeda, 634 años después de los acontecimientos de su predecesor. En medio de los acontecimientos de los tres primeros juegos, las razas combinadas de la Vía Láctea enviaron varias naves a Andrómeda para establecer el Nexus, una base de operaciones espaciales y varias colonias para aceptar futuros colonos una vez que se establezca el contacto. Después de más de 600 años de viaje en estasis criogénica, llegan y encuentran el Cúmulo Heleus en conflicto brutal entre dos razas nativas: los Kett, una raza bárbara obsesionada con asimilar los rasgos de otras especies sensibles a través de un proceso conocido como "exaltación"; y los Angara, una especie humanoide cargada de emociones cuya civilización recientemente ha sido atacada y casi diezmada por los Kett.
El Cúmulo Heleus es también la ubicación de una serie de ruinas anteriores a una raza espacial avanzada conocida como Jardaan. Los Jardaan hicieron uso de poderosas tecnologías de terraformación para colonizar mundos en el Cúmulo Heleus, que de otro modo era extremadamente peligroso y naturalmente insostenible para la vida. Más tarde huyeron del Cúmulo Heleus tres siglos antes de la llegada de las razas de la Vía Láctea, cuando una batalla prolongada contra una facción enemiga desconocida resultó en el uso de un arma de destrucción masiva a bordo de una estación espacial Jardaan. La activación del arma desató un fenómeno de energía cataclísmico conocido como la Plaga, que se extendió por todo el cúmulo y dañó gravemente los sistemas de terraformación de Jardaan. Después de que los Jardaan se marcharon, los Angara, creaciones genéticamente modificadas de la raza mayor, comenzaron a desarrollar su propia civilización antes de caer bajo el ataque de los invasores Kett.
Con la llegada de la especie de la Vía Láctea, es responsabilidad de Pathfinder Ryder (quien, como Shepard, también es personalizable por el jugador) y sus aliados apagar los sistemas de terraformación que funcionan mal, lidiar con los ataques de Kett y Angara y crear planetas. habitable para la colonización.

## Jugabilidad
Si bien varias características del juego variaron a lo largo de la serie, los juegos de "Mass Effect" son juegos de rol de acción. El jugador personaliza su versión del personaje principal del juego (Shepard para los primeros tres juegos y Ryder para Mass Effect: Andromeda) según la apariencia física, el trasfondo y una de las seis clases de personajeses, cada una. clase centrada en una o dos especializaciones en combate, tecnología o habilidades "bióticas" (similares a las mágicas). Esto establece un árbol de habilidades por el que el jugador puede avanzar a medida que su personaje gana niveles de experiencia al completar misiones. Cada juego generalmente sigue una historia principal con puntos de narrativas ramificadas y múltiples misiones secundarias, lo que permite al jugador avanzar en el juego como desee. Tanto la historia como las misiones opcionales implican con mayor frecuencia el uso de su nave para viajar a través del relevo de masa a sistemas estelares remotos y explorar planetas para encontrar objetivos.
Al explorar planetas, el jugador tiene la opción de traer consigo hasta dos miembros de su tripulación, quienes generalmente actúan de forma autónoma pero pueden recibir órdenes específicas del jugador. En las misiones, el jugador puede explorar un área para encontrar información, descubrir objetos saqueables con nuevo equipo o moneda del juego, personajes no jugables con quienes hablar y elementos clave de la misión que deben recuperarse. Con frecuencia, el jugador entrará en combate, que se desarrolla como un juego de disparos en tercera persona, en el que el jugador y sus aliados usan una combinación de sus armas y poderes de combate, tecnología y bióticos junto con el uso táctico del entorno para derrotar a los oponentes. Hay seis tipos diferentes de armas: rifles de asalto, granadas, rifles de francotirador, escopetas, pistolas y, en juegos posteriores, armas pesadas (es decir, lanzagranadas, lanzacohetes, lanzallamas o ametralladoras pesadas). Debido a que estas armas son plegables para facilitar su almacenamiento, es posible que un jugador lleve las cinco armas a la vez y alterne entre ellas según su posición, tipo de enemigo y situación. Las armas cuerpo a cuerpo incluyen puños, la culata de una pistola o, en juegos posteriores, una daga de carburo de silicio transparente condensada llamada Omni-blade.
A través de encuentros y misiones de la historia, el jugador conoce a varios personajes no jugadores y participa en árboles de diálogo con ellos para obtener información y avanzar en la historia. Esto se presenta a través de lo que BioWare llamó Rueda de Diálogo, con las opciones de respuesta del personaje jugador mostradas como opciones que se extienden radialmente hacia afuera desde un círculo en la parte inferior de la pantalla. La mayoría de estas opciones son preguntas y respuestas simples, pero en algunos diálogos ofrecen opciones adicionales que influyen en cómo se desarrolla el juego a partir de ahí o son el resultado de esas elecciones anteriores. En los primeros tres juegos, estas elecciones influyeron en la moralidad del personaje jugador, colocándolos en el camino de un Paragon o Renegado, indicado por el color y la posición en la Rueda de Diálogo. Con el segundo y tercer juego, fue posible seleccionar estas opciones durante el diálogo del personaje no jugador, lo que resultó en una interrupción de la acción que podría tener ramificaciones aún mayores. Las elecciones del jugador de Paragon o Renegade podrían cambiar la forma en que progresaron algunas partes de la historia y podrían limitar las opciones de aliados que podrían obtener más adelante en el juego o la capacidad de acceder a equipos poderosos. El diseñador cinematográfico John Ebenger declaró en 2020 que solo alrededor del 8% de los jugadores eligieron la ruta Renegade en los primeros tres juegos y, en broma, se lamentó de la cantidad de esfuerzo que habían puesto en algunas de las cinemáticas de Renegade. En Andromeda, BioWare reemplazó las distinciones Paragon/Renegade, que estaban más ligadas al personaje de Shepard, por un nuevo sistema basado en cuatro ideales de actitudes emocionales, lógicas, casuales y profesionales.
Entre las misiones secundarias notables de la serie se incluyen las diversas opciones de romance con los compañeros de tripulación del personaje principal: estas incluían relaciones tanto hetero como homosexuales ya que el género del personaje jugador era seleccionable, así como opciones entre especies. Los jugadores podrían trabajar para mejorar su relación con estos personajes a través de opciones de diálogo, brindándoles obsequios o completando varias misiones secundarias específicas de cada personaje. Tener un romance exitoso con un personaje generalmente conduciría a escenas que conducen a un encuentro sexual, aunque por lo demás no mostraría nada inapropiado para la clasificación del juego. Estas opciones habían creado cierta controversia para el primer juego que se lanzó y los principales reporteros criticaron el contenido sexual del juego.

## Medios
| Año                 | Título                         | Desarrollador       | Plataforma(s)       | Plataforma(s)       | Plataforma(s)       | Plataforma(s)       |
| Títulos principales | Títulos principales            | Títulos principales | Títulos principales | Títulos principales | Títulos principales | Títulos principales |
| ------------------- | ------------------------------ | ------------------- | ------------------- | ------------------- | ------------------- | ------------------- |
| 2007                | Mass Effect                    | BioWare             | Xbox 360            | PlayStation 3       | Microsoft Windows   |                     |
| 2010                | Mass Effect 2                  | BioWare             | Xbox 360            | PlayStation 3       | Microsoft Windows   |                     |
| 2012                | Mass Effect 3                  | BioWare             | Xbox 360            | PlayStation 3       | Microsoft Windows   | Wii U               |
| 2017                | Mass Effect: Andromeda         | BioWare             | Xbox One            | PlayStation 4       | Microsoft Windows   |                     |
| TBD                 | Untitled Mass Effect game      | BioWare             | TBD                 | TBD                 | TBD                 | TBD                 |
| Compilaciones       |                                |                     |                     |                     |                     |                     |
| 2012                | Mass Effect Trilogy            | BioWare             | Xbox 360            | PlayStation 3       | Microsoft Windows   |                     |
| 2021                | Mass Effect Legendary Edition  | BioWare             | Xbox One            | PlayStation 4       | Microsoft Windows   |                     |
| Títulos móviles     |                                |                     |                     |                     |                     |                     |
| 2009                | Mass Effect Galaxy             | BioWare             | iOS                 |                     |                     |                     |
| 2012                | Mass Effect Infiltrator        | IronMonkey Studios  | iOS                 | Android             | Windows Phone       | BlackBerry 10       |
| 2012                | Mass Effect 3 Datapad          | BioWare             | iOS                 | Android             |                     |                     |
| 2017                | Mass Effect: Andromeda APEX HQ | BioWare             | iOS                 | Android             |                     |                     |

### Serie principal
| 2007 | Mass Effect                   |
| 2008 |                               |
| 2009 | Mass Effect Galaxy            |
| 2010 | Mass Effect 2                 |
| 2011 |                               |
| 2012 | Mass Effect 3                 |
| 2012 | Mass Effect Trilogy           |
| 2012 | Mass Effect Infiltrator       |
| 2013 |                               |
| 2014 |                               |
| 2015 |                               |
| 2016 |                               |
| 2017 | Mass Effect: Andromeda        |
| 2018 |                               |
| 2019 |                               |
| 2020 |                               |
| 2021 | Mass Effect Legendary Edition |

### Mass Effect
Mass Effect (2007), el primer juego de la serie, fue creado originalmente como un título exclusivo para Xbox 360 pero luego fue portado a Windows por Demiurge Studios  en 2008, y a PlayStation 3 de Edge of Reality en 2012. El juego se centra en el protagonista, el Comandante Shepard, y su búsqueda para evitar que el pícaro Spectre Saren Arterius lidere un ejército de máquinas inteligentes, llamadas Geth, para conquistar la galaxia. Durante la búsqueda de Saren, Shepard desarrolla relaciones clave con otros personajes, principalmente con los miembros de su equipo, mientras descubre una amenaza mucho mayor en la forma de los Reapers. Saren ha sido esclavizado mentalmente por el Soberano Reaper Vanguard (tácticas militares), y enviado al Espacio Ciudadela para iniciar la purga de toda la vida orgánica avanzada en la galaxia, un ciclo repetido por los Reapers cada 50.000 años.
Dos paquetes de contenido descargable, Bring Down The Sky y Pinnacle Station Mass Effect: Pinnacle Station, se lanzaron en 2008 y 2009, respectivamente.

#### Mass Effect 2
Mass Effect 2, el segundo juego principal de la serie, se lanzó el 26 de enero de 2010 en Norteamérica y el 29 de enero en Europa para Windows y Xbox 360. Una gran cantidad de secreto rodeó el juego antes del lanzamiento, con pocos detalles surgiendo aparte de Casey Hudson, director de proyecto de BioWare, afirmando que "los jugadores deben conservar sus archivos guardados, porque las decisiones tomadas por el jugador en el primer juego seguirán teniendo influencias en su personaje en la secuela". El juego tiene lugar dos años después de los acontecimientos de Mass Effect. Las colonias humanas están siendo atacadas y sus colonos desaparecen sin dejar rastro. El protagonista del juego, el comandante Shepard, se ve obligado a formar una alianza incómoda con la organización paramilitar prohumana, Cerberus, en un esfuerzo por descubrir la causa. Surge evidencia que apunta a los "Coleccionistas", una raza enigmática y avanzada de humanoides parecidos a insectos. A la amenaza se suma la revelación de que los Coleccionistas están trabajando para los Reapers. Shepard se embarca en una "misión suicida" para detener a los Coleccionistas, acompañado por un equipo cuidadosamente seleccionado de soldados, asesinos, mercenarios y especialistas. Mass Effect 2 ha recibido abrumadores elogios de la crítica y el público desde su lanzamiento, por sus personajes, historia, actuación de voz y combate y jugabilidad refinados, y muchos críticos lo calificaron como una mejora importante con respecto al original y una fácil Juego del año contendiente a pesar de su lanzamiento en enero. En Gamescom 2010, se anunció que estaría disponible una versión para PlayStation 3, que se lanzó el 18 de enero de 2011.
Se lanzaron siete expansiones episódicas como contenido descargable, con Normandy Crash Site, Zaeed – The Price of Revenge, Firewalker, Kasumi – Stolen Memory, Overlord y Lair of the Shadow Broker llegará en 2010, seguido de Arrival en 2011.

#### Mass Effect 3
Mass Effect 3, la tercera entrega de la trilogía original, se lanzó el 6 de marzo de 2012. Casey Hudson comentó que "Mass Effect 3" "será más fácil [de desarrollar] porque no tenemos que preocuparnos por la continuidad del próximo". Sin embargo, las decisiones se importan habitualmente de los dos títulos anteriores a Mass Effect 3 para mantener la continuidad dentro de la serie. En el capítulo final de la trilogía, los Reapers han regresado con fuerza y han comenzado su purga de la galaxia, atacando la Tierra. Durante este ataque, el comandante Shepard está en la Tierra y se ve obligado a huir. Después de huir de la Tierra, el Comandante Shepard debe apresurarse y reunir a las razas avanzadas de la galaxia para tomar una decisión final, no sólo para salvar la Tierra, sino también para romper un ciclo que ha continuado durante millones de años. El primer tráiler oficial se dio a conocer el 11 de diciembre de 2010, durante los Spike TV Video Game Awards. Fue el primer título de la serie principal sin la participación de Microsoft Game Studios y se lanzó en la misma fecha tanto para Xbox 360 como para PlayStation 3.
Se lanzaron cuatro expansiones episódicas centradas en la historia como contenido descargable, con From Ashes, Leviathan y Omega se lanzaron en 2012, seguido de la expansión final, Citadel' ', en 2013. También se lanzaron cinco paquetes DLC gratuitos para el componente multijugador, Resurgence, Rebellion, Earth y Retaliation en 2012 y Reckoning. en 2013, agregando colectivamente treinta personajes jugables, docenas de nuevas armas y habilidades, siete nuevos mapas y una nueva facción enemiga para complementar las tres del juego base, entre otros contenidos.

#### Mass Effect: Andromeda
Mass Effect: Andromeda, el primer juego de una nueva serie y la cuarta entrega importante de la franquicia, se reveló en el E3 2015. Fue lanzado el 21 de marzo de 2017. El título utiliza el motor Frostbite 3 de DICE y fue lanzado para PlayStation 4, Windows y Xbox One. Andromeda es el primer juego de la serie que presenta un entorno de mundo abierto. Ambientada durante el siglo 29, el personaje del jugador es Sara o Scott Ryder, designado como Pathfinder, un agente encargado de descubrir nuevos planetas en la Galaxia de Andrómeda en nombre de su especie.
A diferencia de entregas anteriores, Andrómeda no recibió expansiones para un jugador, aunque el componente multijugador recibió contenido nuevo en varias actualizaciones en 2017 que agregaron nuevas armas, habilidades, mapas y personajes jugables.

#### Secuela sin título
Como parte del "N7 Day" de 2020, BioWare afirmó que se estaba desarrollando un nuevo Mass Effect en el estudio. El 11 de diciembre de 2020 se lanzó un avance del anuncio, que insinúa una secuela de la trilogía original. También se confirma que la nueva entrada se ejecutará en Unreal Engine, que se usó en cada juego de la trilogía original, en lugar de Frostbite que se usó para Andromeda.

## Desarrollo e historia
Mass Effect comenzó como una presentación en 2003 para un proyecto con nombre en código SFX por parte del director del proyecto BioWare Casey Hudson a los cofundadores de la compañía, Ray Muzyka y Greg Zeschuk . Hudson quería que la empresa se fijara el objetivo de desarrollar su propia propiedad intelectual de ciencia ficción que tuviera la misma escala y alcance que el escenario de Star Wars. El 11 de octubre de 2007, poco antes del lanzamiento del videojuego original Mass Effect para Xbox 360 en noviembre de 2007, se anunció que EA compró VG Holding Corp., una sociedad entre BioWare y Pandemic Studios se formó en noviembre de 2005. EA adquirió la propiedad intelectual Mass Effect en el proceso y BioWare continuó su papel como desarrollador de la propiedad intelectual.
El esquema tecnológico de la serie se basa en la teoría de la energía oscura, una forma de energía propuesta como fuente de expansión del universo y un instrumento hipotético para viajes más rápidos que la luz (FTL). Al aplicar una fuerte corriente eléctrica a través de energía oscura al ficticio Elemento Cero o "eezo", se podrían crear y manipular campos de "efecto de masa": una corriente positiva eleva la masa de cualquier objeto que actualmente ocupe ese lugar y ayuda a crear efectos de gravedad artificiales. , mientras que una corriente negativa hace lo contrario al reducir la masa y mejorar el gasto rentable de combustible para las naves espaciales que se mueven a velocidades FTL. Cuanto más fuerte es la corriente, mayor es la magnitud del efecto de masa de la energía oscura. Otros conceptos científicos avanzados del mundo real explorados en la serie incluyen la impresión 3D para el concepto de omni-herramienta, la tecnología luz dura y el armamento hipervelocidad. Basado en la "idea subyacente de que los descubrimientos científicos de la vida real crean consistentemente imágenes y conceptos que destruyen las nociones previas de lo que es posible", Hudson opinó que "la realidad seguirá siendo más extraña que la ficción", lo que en su opinión justifica la licencia creativa de los desarrolladores con su trabajo.
La moralidad se mide por los puntos "Paragon" y "Renegade" para los primeros tres juegos de la serie principal, lo que ha sido descrito como una continuación más matizada del sistema de moralidad que rodea el lado claro y oscuro de la Fuerza desarrollado por BioWare para su trabajo anterior, el videojuego de 2003 Star Wars: Knights of the Old Republic. Un spin-off para Nintendo DS titulado Mass Effect: Corsair, inspirado en la jugabilidad de Star Control y centrado en un espacio inspirado en Han Solo. El personaje pirata interpretado desde una perspectiva en primera persona se exploró brevemente en 2008. The project was to be developed in tandem with the original video game trilogy, although the developers ultimately abandoned the project due to the prohibitive cost of Nintendo DS cartridges as well as the publisher's unoptimistic estimation of the projected sales data for the project, with the team and its resources reassigned to work on Mass Effect 2. Former BioWare employee Dorian Kieken noted that the central concept of Corsair as a narrative adventure which follows a morally ambiguous protagonist would have been an ideal vehicle to explore as an expansion of the Mass Effect universe. For 2017's Mass Effect: Andromeda, the binary Paragon and Renegade morality system was removed entirely.
In 2007 BioWare filed a patent for the Dialogue Wheel, described in official documents as a "graphical interface for interactive dialog," which was officially granted to its parent company EA International Studio and Publishing Ltd by the United States Patent & Trademark Office in 2011.

### Influencias culturales
Además de Star Wars, el universo de Mass Effect también está inspirado en varias convenciones y tropos establecidos que se encuentran en otras franquicias de ciencia ficción, como Star Trek, 'Blade Runner, Firefly y Battlestar Galactica. Otras propiedades intelectuales que influyeron en la atmósfera y las cualidades artísticas de la serie incluyeron Alien, Starship Troopers, Dune y Final Fantasy: The Spirits Within. Varios videojuegos alimentaron la visión de Hudson para la experiencia de juego de la serie: estos incluyen las historias ramificadas basadas en elecciones de Deus Ex, la mecánica de tiroteos de la franquicia Halo y la exploración galáctica abierta del juego Starflight para MS-DOS.
Se han invocado constantemente aspectos de la mitología griega a lo largo de la serie, desde los nombres de objetos y organizaciones del universo como el planeta Elysium o el grupo paramilitar antropocéntrico Cerberus, hasta los temas narrativos de ciertos arcos argumentales como la conexión del proteano con las civilizaciones contemporáneas de la galaxia a través de la tecnología que dejaron atrás.

### Música
La música de la serie se destaca por su similitud en estilo con la partitura de sintetizador antigua de Blade Runner, que crea un ambiente apropiado para el asombro oscilante y el terror del espacio desconocido. Según Jack Wall, quien fue el compositor de los dos primeros juegos de Mass Effect, combinó la paleta de instrumentos electrónicos de finales de los 70 y principios de los 80 con elementos orgánicos para crear el paisaje sonoro del primer juego. Los juegos posteriores han adoptado un estilo orquestal más cinematográfico con la participación de compositores como Clint Mansell, conservando ciertos elementos del trabajo anterior de Wall para la franquicia.